# Hàm Thắng
Hàm Thắng là một phường thuộc tỉnh Lâm Đồng, Việt Nam. 

## Địa lý
Phường Hàm Thắng có vị trí địa lý:
- Phía Bắc giáp xã Hàm Thuận
- Phía Nam giáp các phường Phú Thủy và Phan Thiết
- Phía Đông giáp phường Mũi Né
- Phía Tây giáp phường Bình Thuận và xã Hàm Liêm

Phường Hàm Thắng có diện tích 44,5 km², dân số năm 2025 là 54.000 người  mật độ dân số đạt 1.253 người/km².

## Hành chính
Xã Hàm Thắng được chia làm bảy thôn: Kim Bình, Thắng Hiệp, Thắng Thuận, Thắng Hòa, Thắng lợi, Kim Ngọc và Ung Chiếm

## Tôn giáo
Chủ yếu là Phật giáo và Công giáo trên địa bàn xã với các cơ sở thờ tự như chùa An Lạc, chùa Kim Linh (chùa Phật Nổi), chùa An Kim,... Nhà thờ Kim Ngọc và Nhà thờ Giáo xứ Nước Trời... Ngoài ra còn có các tín ngưỡng thờ cúng tổ tiên ở một số nơi.

## Giáo dục
Có nhiều trường cấp mẫu giáo và tiểu học trên địa bàn xã đáp ứng nhu cầu học tập của con em người dân trong xã. Một trường THCS và trường Trường Phổ Thông Dân tộc Nội Trú Tỉnh Bình Thuận.

## Kinh tế
Nông nghiệp là nguồn thu nhập chủ yếu của người dân chủ yếu là cây thanh long,lúa,... Nhiều nhà máy, xí nghiệp cũng được xây dựng ở đây tạo thành một khu Tiểu Thủ Công nghiệp Thương mại Phan Thiết.